# Alysha Koloi
Alysha Koloi, née le 8 septembre 2001 à Brisbane, est une plongeuse australienne. Elle compte un titre aux championnats du monde 2024 sur l'épreuve individuel à 1 mètre.

## Biographie
Alysha Koloi pratique dans sa jeunesse la gymnastique artistique au niveau élite puis se convertit au plongeon, discipline que pratiquait sa sœur cadette.
En junior, elle participe à ses premiers grands prix à partir de 2017 puis aux jeux olympiques de la jeunesse de 2018 : deuxième après ses deux premiers plongeons, elle se blesse au troisième saut en se cognant le talon sur la planche. Lors des championnats du monde juniors de plongeon 2018, elle obtient la médaille de bronze
Elle intègre le circuit de la coupe du monde en 2023 avec le plongeon synchronisé à 3 mètres dans la deuxième épreuve de Montréal avec Maddison Keeney où elles terminent à la quatrième place ; lors de la super finale à Berlin, elles finissent cinquième.
Elle participe à ses premiers championnats du monde lors des mondiaux 2024 à Doha où elle s'impose sur le plongeon individuel à 1 mètre.

## Palmarès

### Championnats du monde
- Championnats du monde 2024 à Doha  Qatar :
  -  Médaille d'or du plongeon individuel à 1 m